# Odèn
Odèn là một đô thị trong tỉnh Lleida, cộng đồng tự trị Cataluña Tây Ban Nha. Đô thị Odèn có diện tích là 114,4 ki-lô-mét vuông, dân số năm 2009 là 264 người với mật độ 2,31 người/km². Đô thị Odèn có cự ly km so với tỉnh lỵ Lleida.